# مطار جوزجان
 مطار جوزجان (بالإنجليزية: Sheberghan Airfield) (إيكاو: OASG) يقع في مقاطعة جوزجان في الجزء الشمالي الغربي من أفغانستان. المطار يقع في سهل مجاور لنهر، حيث يبعد 17 ميل بحري (31 كـم) شمال شرق شبرغان، و12 ميل بحري (22 كـم) غرب عكشة و40 ميل بحري (74 كـم) شرق أندخوي.

## مرافق
يقع المطار على ارتفاع 1,100 قدم (335 م) فوق مستوى سطح البحر . ويمتلك مدرجان متوازيان: 06L / 24R مع سطح إسفلتي بقياس 8,600 by 80 قدم (2,621 م × 24 م) × 8,600 by 80 قدم (2,621 م × 24 م) و 06R / 24L بسطح حصى بقياس 6939 × 6,939 by 100 قدم (2,115 م × 30 م).

## روابط خارجية
- تاريخ الحوادث لـ (OASG) على شبكة سلامة الطيران.
- سجل مطار Sheberghan Airfield نسخة محفوظة 23 يونيو 2015 على موقع واي باك مشين. في Landings.com